# Musée du Palais impérial de l'État mandchou

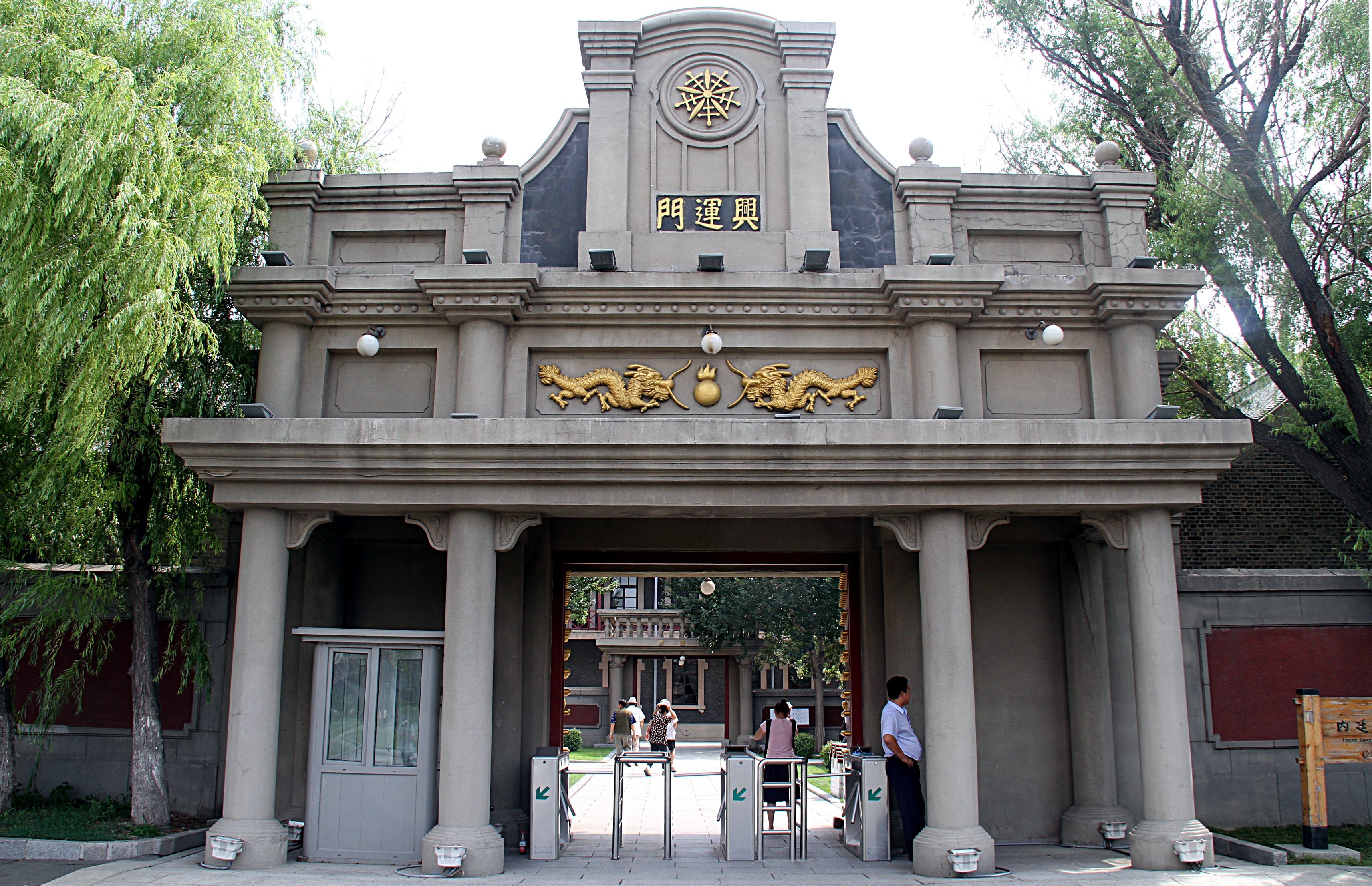
L'entrée du palais impérial.

Le musée du Palais impérial de l'État mandchou (chinois traditionnel: 偽滿皇宮博物院; Pinyin: Wěi Mǎn Huánggōng Bówùyuàn, littéralement « Le musée du palais impérial illégitime du Mandchoukouo ») se trouve au Nord-Est de la ville chinoise de Changchun dans la province de Jilin en Mandchourie. Le palais fut une résidence officielle créée par l'armée impériale japonaise pour le dernier empereur de Chine, Puyi, en tant que nouvel empereur de l'État du Mandchoukouo. De nos jours en république populaire de Chine, le site est généralement appelé le « palais et le hall d'exposition de l'empereur fantoche ». Il est classé comme site touristique AAAA par l'office national du tourisme de Chine.

## Histoire

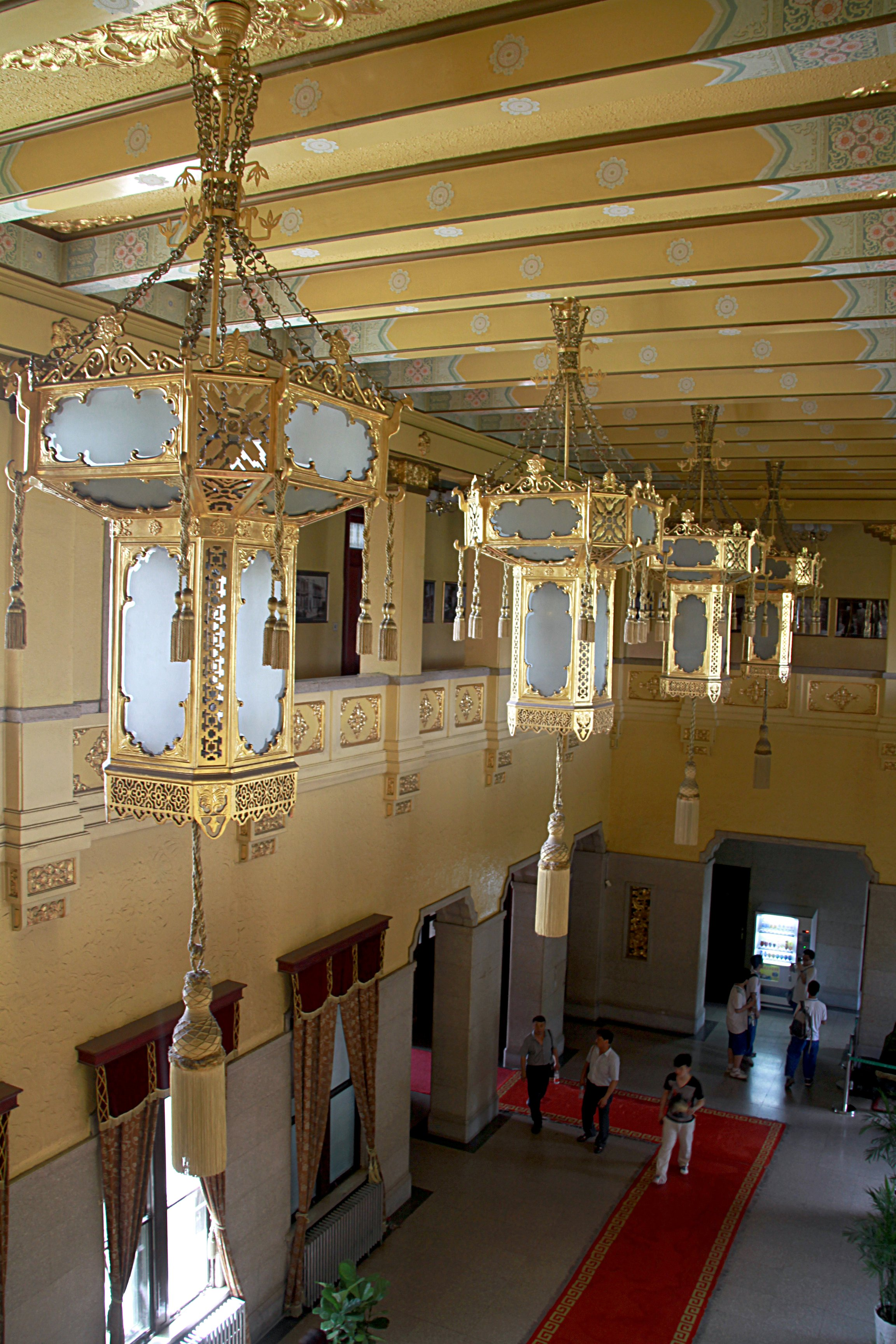
Intérieur du pavillon Tongde du palais impérial.

Durant l'occupation japonaise de la Mandchourie de 1931 à 1945, le dernier empereur de la dynastie Qing, Puyi, fut placé à la tête du nouveau Mandchoukouo.  
Il résida au palais impérial de 1932 à 1945, avec son épouse, l'impératrice Wan Rong. 
Après la chute du Mandchoukouo, le palais subit des dommages des troupes soviétiques qui pillent Xinjing. Néanmoins, le site est préservé et ouvert au public en tant que musée du palais impérial de l'« État mandchou » (偽滿皇宮博物院) en 1962. Il accueille des objets d'expositions de l'ancien musée de Jilin en 1982, et est rénové en 1984. L'ensemble du site est de nouveau rénové en 2004. Le palais sert notamment de décor au film de Bernardo Bertolucci Le Dernier empereur de 1987, qui relate la vie de Puyi. 

## Site
Le palais impérial est une version miniature de la cité interdite de Pékin. Il est divisé en une cour intérieur d'un côté et une cour extérieur de l'autre. Cette-dernière était utilisée pour l'administration et celle d'intérieur pour la résidence royale. Le site entier occupe une superficie de 43 000 m².

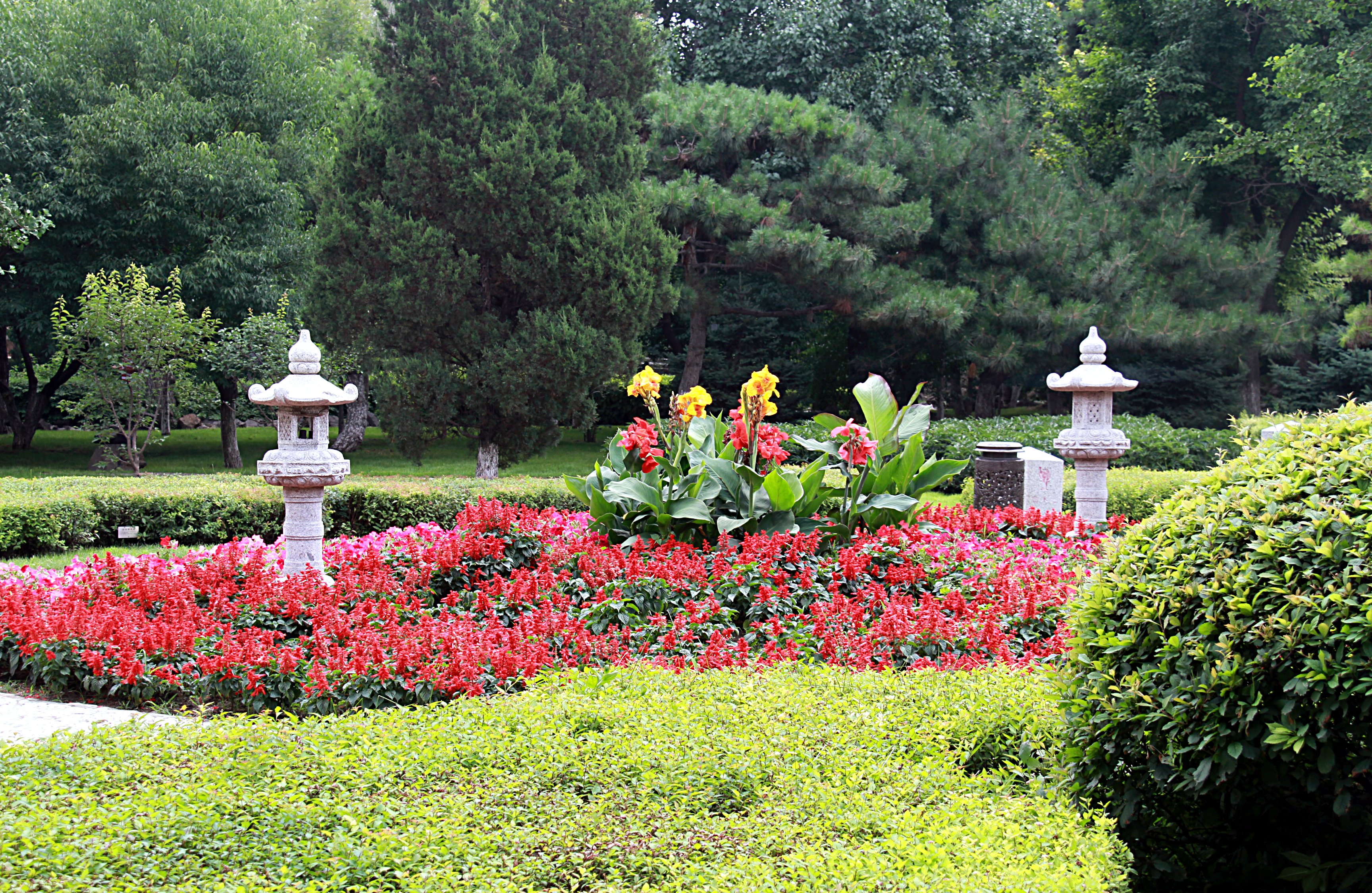
Une partie du parc.

La cour intérieure comprend les quartiers privés de Puyi et de sa famille. Les principaux bâtiments sont le Jixi du côté ouest et le Tongde du côté est. La cour extérieure comprend des bâtiments pour les affaires de l'État. Ses principaux bâtiments sont le Qianmin, le Huanyuan et le Jiale. L'architecture de ces bâtiments est un mélange de styles chinois, japonais et européens.
Au sein du site se trouvent également des jardins qui comprennent des pierres décoratives, un étang à poissons, une piscine, un abri anti-aérien, un court de tennis, un petit parcours de golf et une piste pour des courses de chevaux.
Autour des cours se trouvent neuf blockhaus à un étage pour la garde impériale du Mandchoukouo, et le site entier est entouré de hauts murs.

### Le Jixi

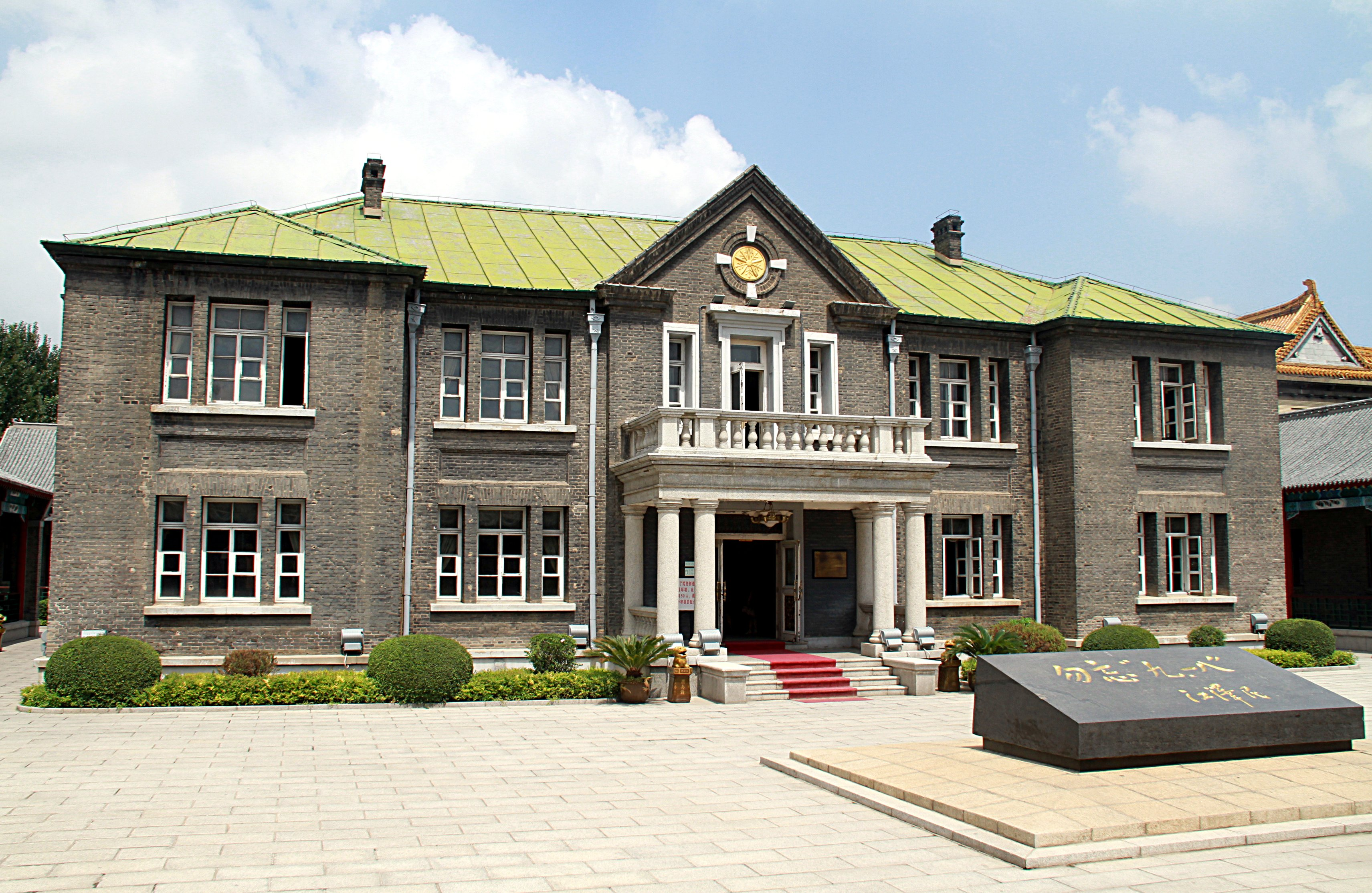
Le pavillon Jixi, qui abritait les appartements privés du couple impérial.

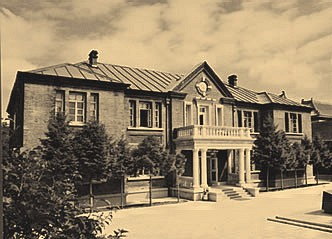
Photo ancienne du Jixi building.

Le Jixi est un bâtiment de style russe contenant les quartiers privés de l'empereur et de sa famille proche. S'y trouve la chambre de Puyi, une pièce de lecture, un salon familial, une chapelle bouddhiste, et des quartiers séparés pour l'impératrice Wan Rong et la concubine Tan Yuling. Le bâtiment fut à l'origine construit au début du XXe siècle pour accueillir le siège du bureau de transport exclusif de Jilin-Heilongjiang.

### Le Tongde

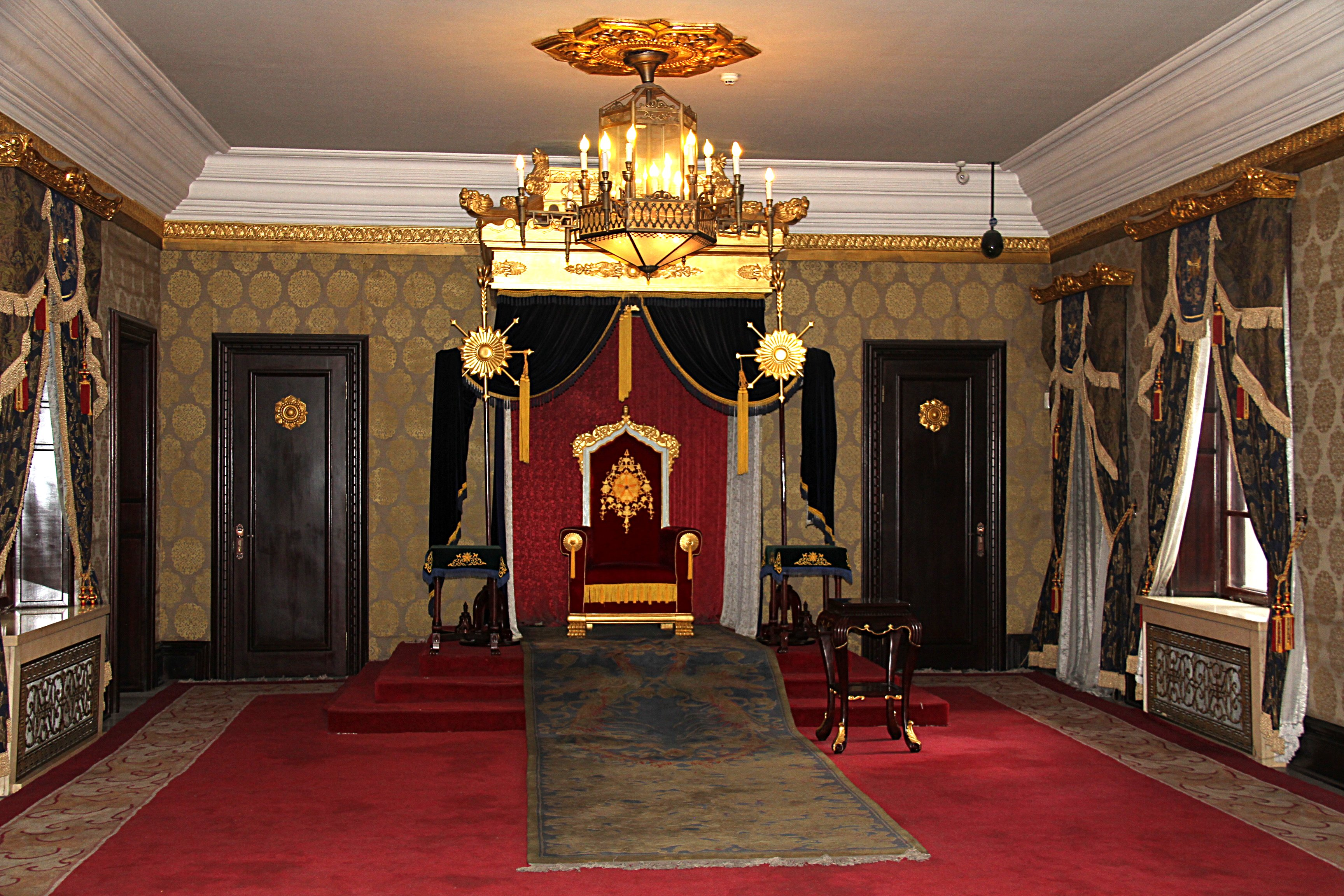
La salle du trône impérial.

Le Tongde est le plus grand et le plus impressionnant bâtiment du palais, et a la plus luxueuse décoration intérieure. Construit à l'origine pour accueillir le bureau de collecte de la taxe sur le sel de Jilin (on le surnomme d'ailleurs parfois le « palais du sel »), les ingénieurs japonais le remodèlent de 1936 à 1938. Puyi refuse cependant d'utiliser ce bâtiment car il le croit sur écoute. Le salon principal est le décor d'une scène de danse dans le film Le Dernier empereur, bien qu'il ne fut en fait jamais utilisé pour cela.

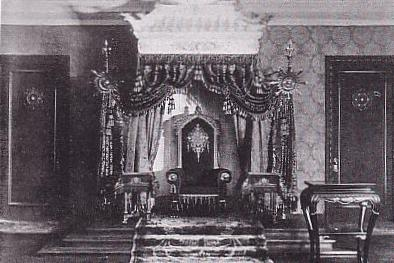
Une photo ancienne de la salle du trône du Mandchoukouo.

La concubine impériale, Li Yuqin, loge dans la partie est du premier étage. Le bâtiment accueillait le trône du Mandchoukouo, plusieurs meubles de valeur, quelques répliques des bijoux de la couronne, des drapeaux, quelques robes et uniformes, une copie de la déclaration d'indépendance du Mandchoukouo, et d'autres biens officiels. En haut derrière le trône se trouvaient les armoiries nationales, avec une étoile à cinq branches de différentes couleurs pour les différentes nationalités du pays : Manchou (rouge), Chinois (jaune), Mongol (bleu), Japonais (blanc) et Coréen (noir).

### Le Qinmin
Le Qinmin accueillait le bureau de Puyi. Au sud-est se trouve une grand pièce où Puyi recevait les ambassadeurs et consuls étrangers, délivrait des certificats de nomination et remettait des médailles aux officiels du gouvernement. Le Qianmin accueille aujourd'hui le trône du Mandchoukouo, qui fut déplacé du Tongde pour les expositions du musée. 

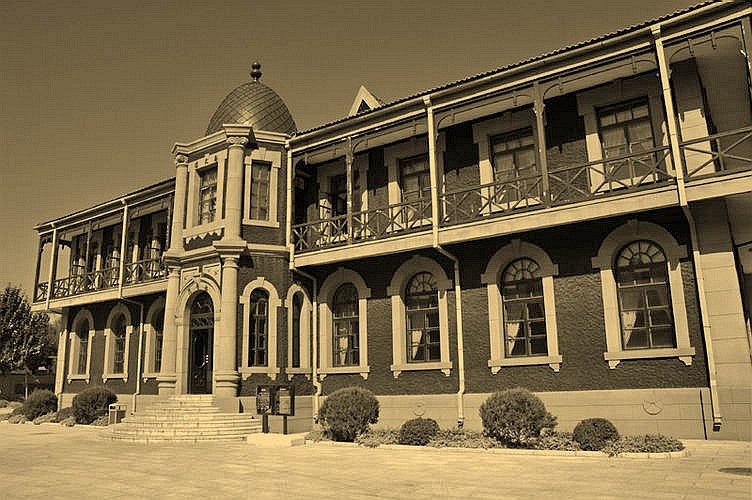
Le Qinmin.

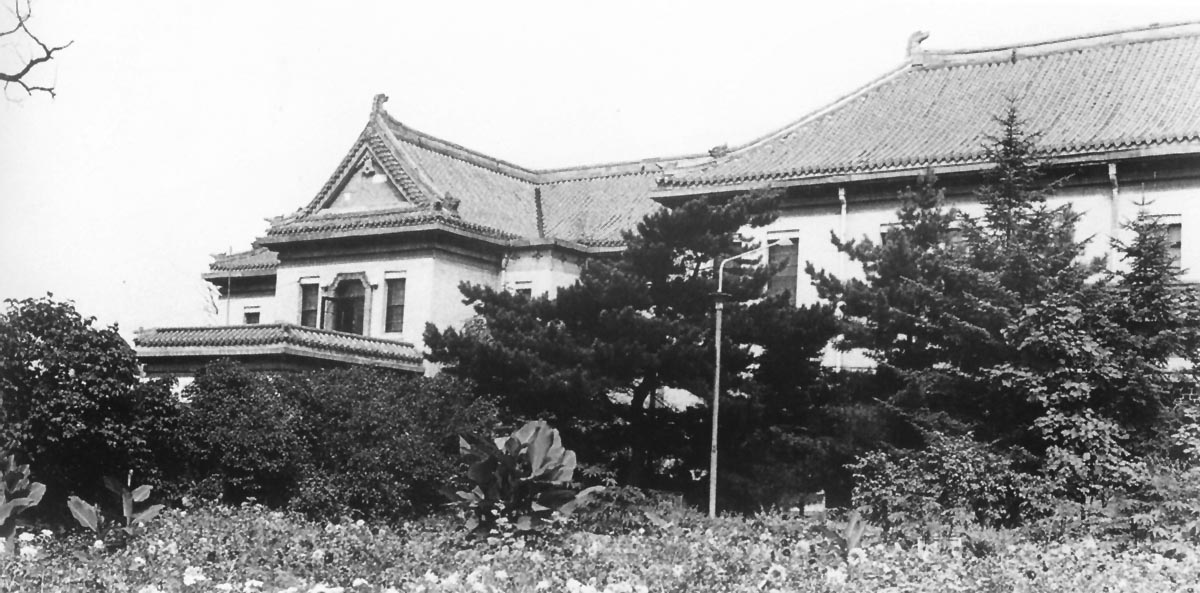
une vue extérieure du Palais impérial du Mandchoukouo (photo ancienne)

Dans le Qinmin sont exposés des objets historiques tels que des documents et des photographies de Puyi enfant et adulte et des statues de cire de Puyi avec une de ses femmes. Des expositions ajoutées plus tard mettent en lumière les crimes de guerre au Mandchoukouo (en) durant la Seconde Guerre mondiale, par exemple l'unité 731.

### Le Zhixiu
Le Zhixiu est une structure annexe construite au début des années 1930. Il fut utilisé comme salle de réception et de dîner de l'empereur Puyi. Une partie des bijoux et de l'argent de Puyi était conservée dans deux coffres-fort d'un appartement. Après le mariage de la seconde sœur de Puyi avec Zheng Guangyuan, ils vécurent dans le bâtiment un moment. Lorsque le Tongde fut achevé, le Zhixiu devint une école pour les enfants des employés du musée.

### Le Changchun
Le Changchun est une autre structure annexe conçue pour être l'image miroir du Zhixiu pour maintenir une symétrie dans le complexe impérial. Les quatrième et cinquième sœurs de Puyi y vécurent un moment. En juillet 1937, le bâtiment devint la résidence du père de Puyi, le prince Chun, lors de sa brève visite pour féliciter Puyi devenu empereur. Par la suite, la résidence est utilisée par la concubine impériale Tan Yuling.

### Le Huaiyuan
Le Huaiyuan est construit à l'automne 1934 pour accueillir le bureau de l'agence impériale du Mandchoukouo, avec le secrétariat impérial et plusieurs appartements. Le bâtiment abritait également la chapelle Fengxian où Puyi priait devant les portraits de ses ancêtres et des tablettes ancestrales.

### Le Siheyuan
Le Siheyuan est un autre bâtiment du palais intérieur. Construit au début du XXe siècle, il sert à l'origine de résidence de Wei Zonglian, directeur du bureau du transport exclusif de Jilin-Heilongjiang. Après la création du palais, il est utilisé comme bureau par le ministère de l'exécutif, et accueille les bureaux des vice-ministres japonais et de leurs fonctionnaires.